# دیوید بیلی

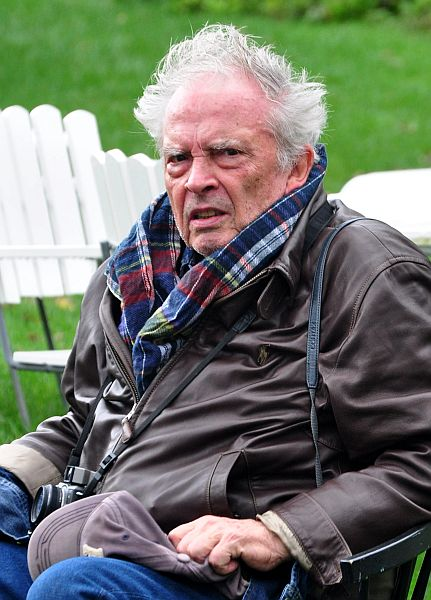
دیوید بیلی ۲۰۱۱

دیوید بیلی (به انگلیسی: David Bailey) (زاده ۱۹۳۸) از عکاسان برجسته‌ی پرتره و مد بریتانیایی است. وی همسر سابق کاترین دنو هنرپیشه‌ی فرانسوی است. او در سال ۲۰۰۱ نشان CBE یا مدال خدمت به امپراتوری بریتانیا دریافت کرد.
در آوریل ۲۰۱۴ یک پرتره سیاه سپید از ملکه بریتانیا را به مناسب هشتاد و هشت سالگی به ملکه الیزابت دوم هدیه داد.